# Przyprawa

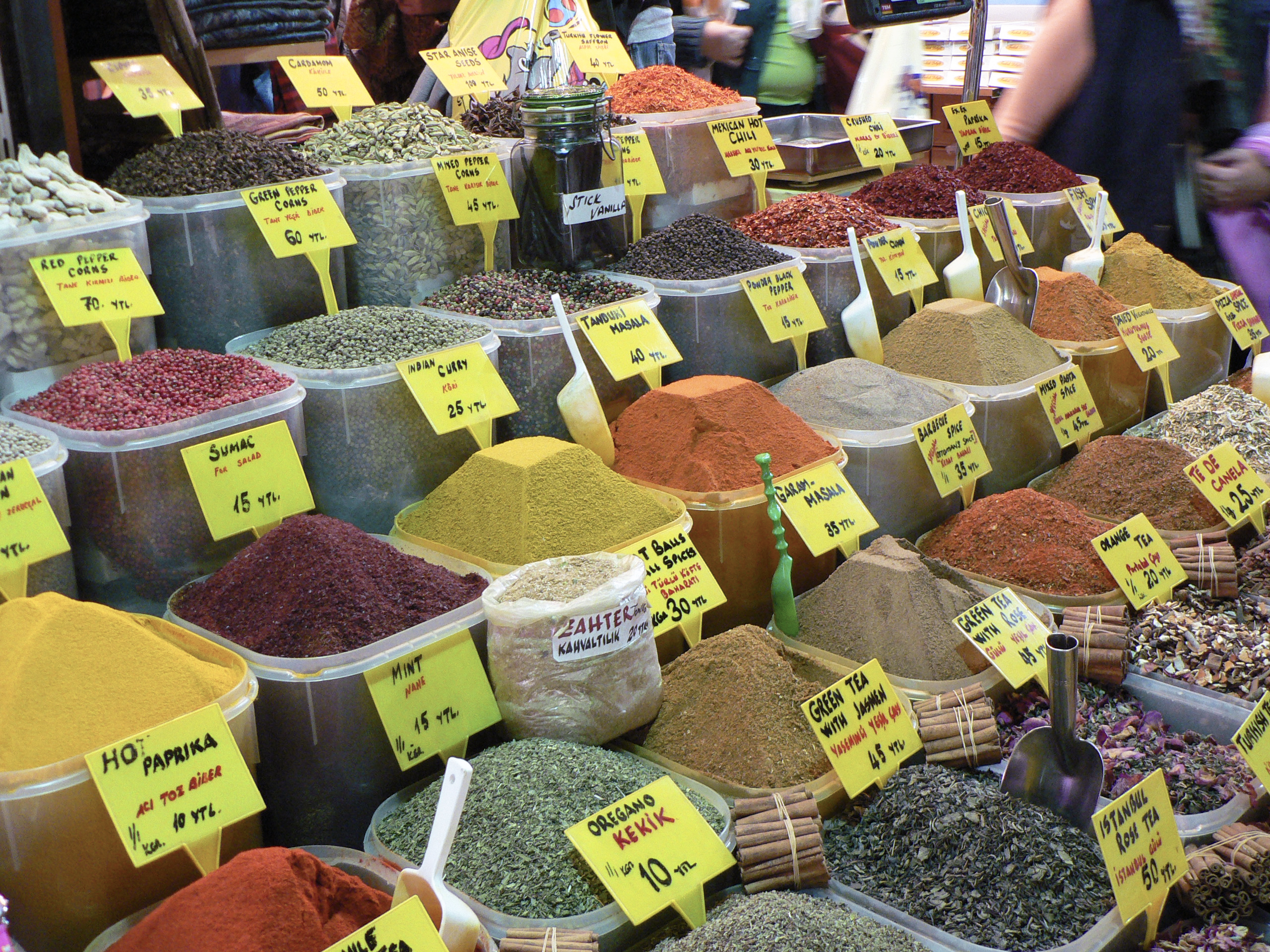
Stoisko z przyprawami

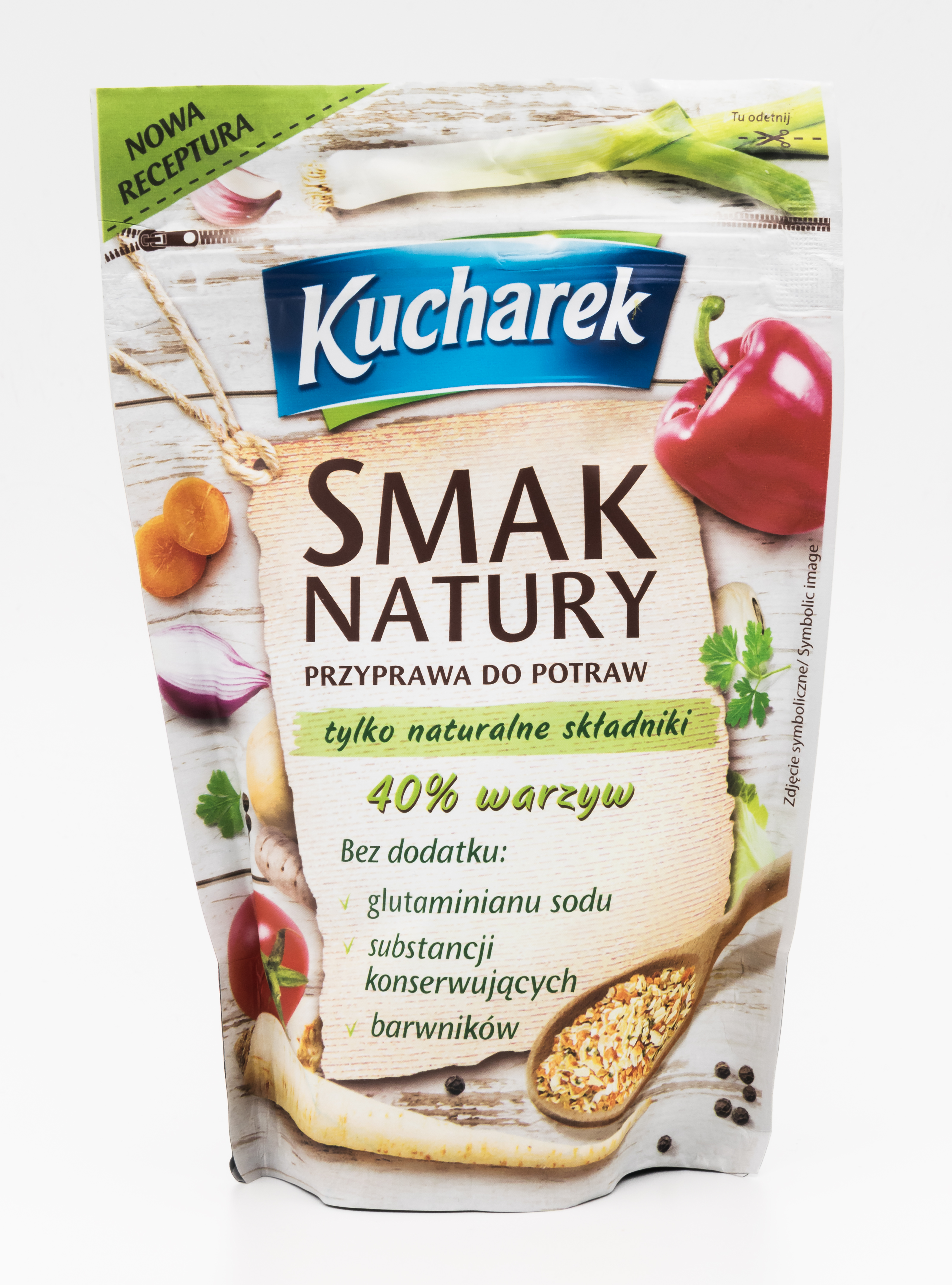
Przyprawa Kucharek Smak Natury

Przyprawa – składnik potraw, zwykle stosowany w niewielkich ilościach dla poprawienia ich walorów smakowych, zapachowych i w rzadkich przypadkach (takich jak kurkuma czy szafran) – wizualnych. 
W odróżnieniu od głównych składników potraw, przyprawy zwykle nie mają istotnego znaczenia odżywczego. Nierzadko jednak pobudzają trawienie, konserwują potrawy lub działają leczniczo, a dawniej wielu przypisywano też działanie magiczne (stanowiły istotny składnik napojów czarodziejskich i miłosnych). Przyprawy pozwalają w końcu zróżnicować pożywienie bazujące na niewielkiej liczbie produktów podstawowych. Niegdyś odgrywały istotną rolę i należały wielokroć do najcenniejszych surowców, obok kamieni i metali szlachetnych. Z czasem rosnące zróżnicowanie dostępnych produktów podstawowych, łatwość utrzymania walorów smakowych potraw poprzez zamrażanie lub stosowanie środków konserwujących spowodowało spadek znaczenia przypraw. Szczególną rolę odgrywają w kuchni obszarów tropikalnych i subtropikalnych, gdzie warunki klimatyczne sprzyjają osłabianiu apetytu i zaburzeniom trawiennym. 
Wyróżnia się przyprawy naturalne, przeważnie pochodzenia roślinnego, i syntetyczne. 

## Historia przypraw
Przez całe tysiąclecia handel przyprawami, szczególnie tymi korzennymi pochodzącymi z odległych krajów Azji, przynosił znaczne zyski i był rozwijany. Przypuszczalnie olbrzymie bogactwa króla Salomona pochodziły w znacznej mierze z tego handlu. Aleksandria za czasów Ptolemeuszów była centrum handlującym przyprawami indyjskimi. Celem wypraw morskich Krzysztofa Kolumba i Johna Cabota były zasobne w przyprawy Indie. Wyspy Moluki były wcześniej nazywane Wyspami Korzennymi i to one były głównym celem wyprawy Ferdynanda Magellana, która w rezultacie skończyła się pierwszym opłynięciem kuli ziemskiej.
W XVII wieku powstawały europejskie kompanie handlowe mające za jeden z celów opanowanie jak największej części handlu przyprawami i korzeniami. Były to kompanie angielskie, francuskie i holenderskie.

## Przykłady przypraw
Przyprawy w większości są produktami pochodzenia roślinnego i dzielą się na:
- ziołowe
- warzywne
- korzenne

Do tzw. innych przypraw należą m.in. :
- sosy: keczup, musztarda, majonez
- octy spożywcze: ocet spirytusowy, ocet balsamiczny, ocet winny, ocet jabłkowy, ocet ryżowy
- sos sojowy
- sambal oelek
- bakalie
- miód
- cukier
- sól

Przyprawy stosowane są także w postaci mieszanek, zwykle ziołowych:
- bouquet garni
- chmeli-suneli
- curry
- garam masala
- pieprz ziołowy
- przyprawa pięciu smaków (mieszanka chińska)
- quatre-epices
- zioła prowansalskie
- Ras el Hanout (mieszanka marokańska)
- korzenne mieszanki do słodkich wypieków:
  - przyprawa do piernika
  - przyprawa do pumpkin pie (tzw. przyprawa dyniowa)